# Nordodiaptomus asiaticus
Nordodiaptomus asiaticus is een eenoogkreeftjessoort uit de familie van de Diaptomidae. De wetenschappelijke naam van de soort is voor het eerst geldig gepubliceerd in 1961 door Borutsky.